# بوژیتسه
بوژیتسه (به چکی: Božice) یک منطقهٔ مسکونی در جمهوری چک است که در ناحیه زنویمو واقع شده‌است. بوژیتسه ۲۹٫۸۸ کیلومتر مربع مساحت و ۱٬۵۵۵ نفر جمعیت دارد و ۱۹۵ متر بالاتر از سطح دریا واقع شده‌است.